# Eiyū Gaiden Mozaika
Eiyū Gaiden Mozaika (japanisch 英雄凱伝モザイカ, dt. „Heldensiegesgeschichte Mozaika“) ist ein Anime aus dem Jahr 1991, der beim Studio Deen entstand und als Original Video Animation veröffentlicht wurde. Das Werk ist in die Genres Fantasy und Abenteuer einzuordnen und ist auch unter den Titeln Eiyu Yoroiden Mosaica und Eiyu Gaiden Mozaicka bekannt.

## Inhalt
Der König von Mozaika, Sazara (サザラ), wird beeinflusst von einem bösen Priester und macht sich auf, die anderen Länder zu erobern. Der Krieger Lee Wu Dante (ウ・ダンテ U Dante) wird hingerichtet, als er die Urteilsfähigkeit des Königs anzweifelt. Sein Sohn Talma (タルマ Taruma) will an seiner Vater Stelle Mosaika vor dem König retten und begibt sich in ein verborgenes Tal, in dem riesige, antike Kampfroboter versteckt sind. Mit der Hilfe des Einsiedlers Ritish (リティシュ Ritishu) gelingt es Talma, eine Armee aufzustellen. Doch bevor er gegen den König kämpfen kann, muss er zunächst Prinzessin Menoza (メノーザ Menōza) retten.

## Produktion und Veröffentlichung
Die vier Folgen mit je 30 Minuten Laufzeit wurden beim Studio Deen unter der Regie von Ryōsuke Takahashi produziert. Das Drehbuch schrieb Ryōe Tsukimura nach einer Idee von Norio Shioyama, der auch das Charakterdesign entwarf. Künstlerischer Leiter war Mitsuharu Miyamae. Der verantwortliche Produzent war Hiroshi Hasegawa und für den Schnitt war Takeshi Seyama verantwortlich. Der Anime wurde von Starchild Records am 21. November und 21. Dezember 1991 auf vier VHS-Kassetten veröffentlicht.

### Synchronisation
| Rolle                 | Japanische Stimme |
| --------------------- | ----------------- |
| Lee Wu Talma/U-Taruma | Kōji Tsujitani    |
| Rouran                | Kōhei Miyauchi    |
| König Sazara          | Kōji Nakata       |
| Lee Wu Dante/U-Dante  | Hiroshi Itō       |
| Ritish/Liteesh        | Ichirō Nagai      |
| Prinzessin Menoza     | Rei Sakuma        |

### Musik
Die Musik der Film-/OVA-Reihe schrieb Kaoru Wada. Der Abspann wurde unterlegt mit dem Lied Get the Power!! von Satoko Shimizu.

## Light Novel
Der Regisseur der Reihe, Ryōsuke Takahashi, schrieb auch einen Romanband zum Werk namens Mozaika (モザイカ, ISBN 4-8291-2455-5). Dieser erschien am 25. August 1992 bei Fujimi Shobōs Light-Novel-Imprint Fujimi Fantasia Bunko.

## Rezeption
Die Anime Encyclopedia beschreibt die OVA als SF-Fantasy-Werk, das von seinen Schöpfern bewusst so gestaltet sei, dass es an deren frühere Werke Votoms und Ronin Warriors erinnere.